# Niklas Hauptmann
Niklas Hauptmann (Colonia, 27 de junio de 1996) es un futbolista alemán que juega de centrocampista en el Dinamo Dresde de la 2. Bundesliga.

## Trayectoria
Niklas Hauptmann comenzó su carrera deportiva en el Dinamo Dresde de la 2. Bundesliga, equipo en el que jugó entre 2015 y 2018, y con el que disputó 56 encuentros.

### Colonia
En mayo de 2018 se hizo oficial su fichaje por el F. C. Colonia, club que acababa de descender a la 2. Bundesliga. En este club jugó en los años 90 su padre, Ralf Hauptmann, y, Niklas, pudo regresar así, además, a su ciudad natal.
En la temporada 2018-19 consiguió el ascenso con su club a la Bundesliga, suponiendo, este, su debut en la máxima categoría del fútbol alemán. En 2020, la competición se vio alterada por la pandemia de enfermedad por coronavirus, enfermedad a la que dio positivo, junto a otros dos miembros de la plantilla, una vez que se retomaron los entrenamientos en mayo para el fútbol alemán.
El 1 de julio de 2020 el Holstein Kiel hizo oficial su llegada como cedido por una temporada. Tras la misma volvió a Colonia, donde estuvo hasta su regreso al Dinamo Dresde a finales de agosto de 2022.

## Clubes
| Club                   | País     | Año       |
| ---------------------- | -------- | --------- |
| Dinamo Dresde          | Alemania | 2015-2018 |
| F. C. Colonia          | Alemania | 2018-2022 |
| Holstein Kiel (cedido) | Alemania | 2020-2021 |
| Dinamo Dresde          | Alemania | 2022-act. |